# Ахметова, Гульнас Кенжетаевна
Гульнас Кенжетаевна Ахметова (р. 31 июля 1952, Павлодар, Павлодарская область, Казахстан) — казахстанский учёный-педагог и общественный деятель, специалист в области организации вузовского и послевузовского образования, доктор педагогических наук, профессор, академик Национальной академии наук Республики Казахстан, академик МАИН, Депутат маслихата города Алматы по 34-му округу Турксибского района, разработчик теории образовательного идеала.

## Биография
Родилась 31 июля 1952 года в городе Павлодаре. После окончания школы с октября 1969 года по август 1970 года работала методистом дома пионеров.
В 1974 году окончила с отличием физико-математический факультет Павлодарского государственного педагогического института. Ещё во время студенчества за отличную учёбу и активную общественную деятельность на первом Всесоюзном слёте студентов в Москве была награждена медалью «За доблестный труд». С 1974 по 1979 год работала в Павлодарском педагогическом институте (секретарь комитета комсомола, ассистент кафедры педагогики и психологии, школьной гигиены).
В 1979 году переехала в Алма-Ату. С 1979 по 1981 год она — младший научный сотрудник НИИ педагогических наук имени И. Алтынсарина. После окончания аспирантуры Академии педагогических наук СССР, где она подготовила и защитила диссертацию на соискание ученой степени кандидата наук (тема «Социалистическое соревнование как средство воспитания в общеобразовательной школе (1941—1972 гг.)»), Ахметова продолжила работу в НИИ педагогических наук в должности старшего научного сотрудника.
С мая 1986 года — доцент Казахского Государственного университета имени С. М. Кирова (с 1993 года Казахский национальный университет имени аль-Фараби). В 1994 году её избрали заведующей кафедрой педагогики. В 1999 году Гульнас Ахметова окончила докторнатуру КазНУ и сосредоточилась на подготовке докторской диссертации, которую она защитила в 2002 году в Карагандинском Государственном университете имени Е. А. Букетова (тема «Подготовка учительских кадров в педагогических вузах Казахстана (1985—2000 гг.)»).
С 2003 года — профессор кафедры общей и этнической педагогики Казахского Государственного Национального университета имени аль-Фараби. Одновременно возглавила экспертную комиссию Высшего аттестационного комитета Министерства образования и науки Республики Казахстан (2003—2005). В том же 2003 году была назначена проректором по учебно-методическому обеспечению КазНУ. В должности проректора также курировала деятельность института повышения квалификации КазНУ имени аль-Фараби.
С ноября 2010 года Гульнас Ахметова назначена директором РГКП «Республиканский институт повышения квалификации руководящих и научно-педагогических кадров системы образования», а после его реорганизации заняла пост Председателя Правления акционерного общества «Национальный центр повышения квалификации „Өрлеу“» Министерства образования и науки Республики Казахстан. Также является членом Президиума Комитета по надзору и аттестации в сфере образования и науки МОН РК.
30 мая 2017 года избрана членом-корреспондентом Национальной Академии наук Республики Казахстан.

### Научная и педагогическая деятельность
Научные интересы: теоретические и методологические проблемы образования, история его развития, теория и методика высшего образования, дидактика высшей школы. Наибольших успехов в научной деятельности профессор Г. К. Ахметова достигла в разработке теории образовательного идеала. Её работы в этой области были оценены педагогическим сообществом как новое направление исследований.
Автор более 200 научных работ. Среди них книги и монографии для работников образования и высшей школы, преподавателей и студентов, учебники и учебные пособия. Также автор работ, посвящённых гендерной политике. На базе КазНУ имени аль-Фараби организовала первый в Казахстане центр гендерного образования, который проводил работу по подготовке специалистов, разработке социальных и образовательных программ с использованием гендерных индикаторов, развитию гендерных исследований и внедрению непрерывного гендерного образования.
Инициатор и руководитель нескольких научно-исследовательских проектов республиканского и международного масштаба. Читала лекции в университетах США, Великобритании, Японии, Южной Кореи по проблемам высшего образования и адаптации образовательных программ Казахстана к рыночной экономике и стандартам системы образования зарубежных стран. В течение нескольких лет являлась членом редакционных коллегий журналов «Вестник КазНУ», «Аружан», «Білім-кілті».
Под научным руководством профессора Г. К. Ахметовой успешно зацищены 5 докторских и 4 кандидатских диссертации.

### Общественная деятельность
Является членом партии «Нұр Отан», председателем «Клуба женщин-политиков» города Алма-Аты, заместителем председателя Комиссии по делам женщин и семейно-демографической политики при акимате Алма-Аты. Депутат маслихата города Алматы по 34-му округу Турксибского района.

## Семья
- Отец — Кенжетай Ахметов — участник Великой Отечественной войны
- Мать — Молдабекова Рауза Аскаровна — учительница начальных классов, отличник просвещения Казахской CСР
- Супруг — Бектуров Габбас Хамзиевич (1949 г. р., директор ТОО Габек).
- Трое детей: Бектуров Азат Габбасович (1976 г. р.). Бектуров Олжас Габбасович (1986 г. р.). Бектурова Айдана Габбасовна (1989 г. р.).

## Награды
- Орден Парасат (15.12.2017)[8];
- орден «Курмет» (01.10.2004)[3];
- медали[3][9]:
  - «За доблестный труд» (1974);
  - «10 лет независимости Республики Казахстан» (2001);
  - «10 лет Конституции Республики Казахстан» (30.08.2005);
  - «10 лет Астане» (01.01.2008);
  - «25 лет независимости Республики Казахстан» (2016);
  - «20 лет ассамблеи народов Казахстана» (2015);
  - «Ветеран труда» (2016);
- нагрудной знак Министерства образования и науки Республики Казахстан «Почётный работник образования Республики Казахстан» (01.01.2007)[3];
- знак Министерства образования и науки Республики Казахстан «За вклад в развитие науки Республики Казахстан» (2009)[2];
- премия имени И. Алтынсарина (2001, 2017) — за лучшие научные исследования и работы в области педагогики[3][10];
- премия общественного признания достижений женщин Казахстана «Ажар» в номинации «Образование» (2006)[2].